# روجر جوردن
روجر جوردن (بالإنجليزية: Roger Jordan) هو منافس ألعاب قوى باربادوسي، ولد في 26 مايو 1972.

## وصلات خارجية
- روجر جوردن على موقع الاتحاد الدولي لألعاب القوى (الإنجليزية)
- روجر جوردن على موقع أوليمبيديا (الإنجليزية)
- روجر جوردن على موقع اتحاد ألعاب الكومنولث (مؤرشف) (الإنجليزية)